# Didier Ya Konan
Didier Ya Konan (* 22. května 1984, Abidžan) je fotbalový útočník z Pobřeží slonoviny, hráč klubu Fortuna Düsseldorf. Nastupuje i za fotbalovou reprezentaci Pobřeží slonoviny.

## Klubová kariéra
Začínal v abidžanském klubu ASEC Mimosas. Po přestupu do Rosenborgu Trondheim (v lednu 2007) vybojoval v roce 2009 norský titul. V létě 2009 přestoupil do německého týmu Hannover 96, kde působil až do léta 2014. Poté odešel do saúdskoarabského klubu Ittihad FC. V lednu 2015 se do Hannoveru vrátil.

## Reprezentační kariéra
V A-mužstvu Pobřeží slonoviny debutoval v roce 2006.
Na Africkém poháru národů v roce 2012 se s reprezentací dostal do finále proti Zambii, zápas skončil 0:0 po prodloužení. V penaltovém rozstřelu jeho tým podlehl 7:8 a africkým šampionem se stala Zambie.

Zúčastnil se Mistrovství světa 2014 v Brazílii, kde reprezentace Pobřeží slonoviny vypadla v základní skupině C.